# Großer Preis von Europa (Motorrad)
Der Große Preis von Europa für Motorräder war ein Motorrad-Rennen, das zwischen 1991 und 1995 fünf Mal ausgetragen wurde und zur Motorrad-Weltmeisterschaft zählte.
Das Rennen fand 1991 auf dem Circuito del Jarama nahe Madrid als Ersatz für den wegen des ausbrechenden Jugoslawienkrieges abgesagten Großen Preises von Jugoslawien statt. Von 1992 bis 1995 wurde der Grand Prix auf dem Circuit de Catalunya nahe Barcelona in Spanien ausgetragen.
Rekordsieger sind die Italiener Max Biaggi und Luca Cadalora sowie der US-Amerikaner Wayne Rainey, die das Rennen jeweils dreimal gewinnen konnten.

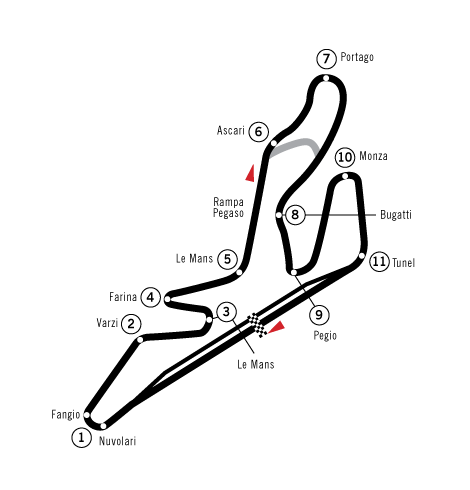
Circuito del Jarama
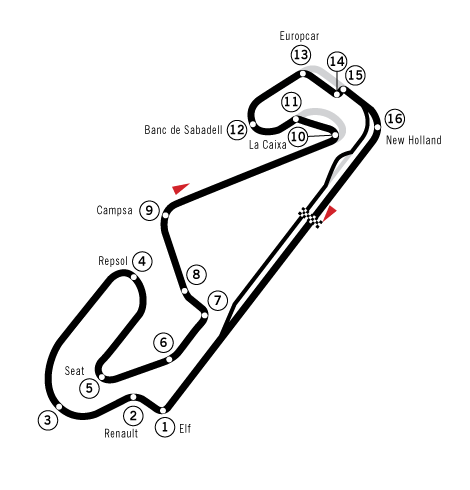
Circuit de Catalunya
Circuit Ricardo Tormo

## Statistik
| Auflage | Jahr | Strecke   | Klasse   | Sieger                          | Zweiter                           | Dritter                            | Pole-Position                       | Schn. Rennrunde                     |
| ------- | ---- | --------- | -------- | ------------------------------- | --------------------------------- | ---------------------------------- | ----------------------------------- | ----------------------------------- |
| 1       | 1991 | Jarama    | 125 cm³  | Loris Capirossi (Honda)         | Fausto Gresini (Honda)            | Peter Öttl (Rotax)                 | Ezio Gianola (Derbi)                | Loris Capirossi (Honda)             |
| 1       | 1991 | Jarama    | 250 cm³  | Luca Cadalora (Honda)           | Helmut Bradl (Honda)              | Carlos Cardús (Honda)              | Luca Cadalora (Honda)               | Luca Cadalora (Honda)               |
| 1       | 1991 | Jarama    | 500 cm³  | Wayne Rainey (Yamaha)           | Mick Doohan (Honda)               | Wayne Gardner (Honda)              | Kevin Schwantz (Suzuki)             | Wayne Rainey (Yamaha)               |
| 1       | 1991 | Jarama    | Gespanne | Webster / Simmons (LCR-Krauser) | Michel / Birchall (LCR-Krauser)   | Abbott / Smith (LCR-Krauser)       | Webster / Simmons (LCR-Krauser)     | Biland / Waltisperg (LCR-Honda)     |
|         |      |           |          |                                 |                                   |                                    |                                     |                                     |
| 2       | 1992 | Barcelona | 125 cm³  | Ezio Gianola (Honda)            | Gabriele Debbia (Honda)           | Fausto Gresini (Honda)             | Ezio Gianola (Honda)                | Carlos Giró jr. (Aprilia)           |
| 2       | 1992 | Barcelona | 250 cm³  | Luca Cadalora (Honda)           | Loris Reggiani (Aprilia)          | Max Biaggi (Aprilia)               | Max Biaggi (Aprilia)                | Loris Reggiani (Aprilia)            |
| 2       | 1992 | Barcelona | 500 cm³  | Wayne Rainey (Yamaha)           | Mick Doohan (Honda)               | Doug Chandler (Suzuki)             | Mick Doohan (Honda)                 | Mick Doohan (Honda)                 |
|         |      |           |          |                                 |                                   |                                    |                                     |                                     |
| 3       | 1993 | Barcelona | 125 cm³  | Noboru Ueda (Honda)             | Ralf Waldmann (Aprilia)           | Akira Saitō (Honda)                | Takeshi Tsujimura (Honda)           | Ralf Waldmann (Aprilia)             |
| 3       | 1993 | Barcelona | 250 cm³  | Max Biaggi (Honda)              | Tadayuki Okada (Honda)            | Alberto Puig (Honda)               | Max Biaggi (Honda)                  | Max Biaggi (Honda)                  |
| 3       | 1993 | Barcelona | 500 cm³  | Wayne Rainey (Yamaha)           | Mick Doohan (Honda)               | Kevin Schwantz (Suzuki)            | Mick Doohan (Honda)                 | Wayne Rainey (Yamaha)               |
|         |      |           |          |                                 |                                   |                                    |                                     |                                     |
| 4       | 1994 | Barcelona | 125 cm³  | Dirk Raudies (Honda)            | Peter Öttl (Aprilia)              | Haruchika Aoki (Honda)             | Dirk Raudies (Honda)                | Peter Öttl (Aprilia)                |
| 4       | 1994 | Barcelona | 250 cm³  | Max Biaggi (Aprilia)            | Loris Capirossi (Honda)           | Doriano Romboni (Honda)            | Max Biaggi (Aprilia)                | Loris Capirossi (Honda)             |
| 4       | 1994 | Barcelona | 500 cm³  | Luca Cadalora (Yamaha)          | Mick Doohan (Honda)               | John Kocinski (Cagiva)             | Luca Cadalora (Yamaha)              | Mick Doohan (Honda)                 |
| 4       | 1994 | Barcelona | Gespanne | Dixon / Hetherington (LCR-ADM)  | Güdel / Güdel (LCR-ADM)           | Abbott / Tailford (Windle-Krauser) | Biland / Waltisperg (LCR-Swissauto) | Biland / Waltisperg (LCR-Swissauto) |
|         |      |           |          |                                 |                                   |                                    |                                     |                                     |
| 5       | 1995 | Barcelona | 125 cm³  | Haruchika Aoki (Honda)          | Emilio Alzamora (Honda)           | Tomomi Manako (Honda)              | Haruchika Aoki (Honda)              | Haruchika Aoki (Honda)              |
| 5       | 1995 | Barcelona | 250 cm³  | Max Biaggi (Aprilia)            | Tetsuya Harada (Yamaha)           | Ralf Waldmann (Honda)              | Tetsuya Harada (Yamaha)             | Max Biaggi (Aprilia)                |
| 5       | 1995 | Barcelona | 500 cm³  | Àlex Crivillé (Honda)           | Shin’ichi Itō (Honda)             | Loris Capirossi (Honda)            | Luca Cadalora (Yamaha)              | Carlos Checa (Honda)                |
| 5       | 1995 | Barcelona | Gespanne | Biland / Waltisperg (LCR-BRM)   | Dixon / Hetherington (Windle-ADM) | Bösiger / Egli (LCR-ADM)           | Güdel / Güdel (LCR-BRM)             | Dixon / Hetherington (Windle-ADM)   |
|         |      |           |          |                                 |                                   |                                    |                                     |                                     |
| 6       | 2020 | Valencia  | Moto3    | Raúl Fernández (KTM)            | Sergio García (Honda)             | Ai Ogura (Honda)                   | John McPhee (Honda)                 | Albert Arenas (KTM)                 |
| 6       | 2020 | Valencia  | Moto2    | Marco Bezzecchi (Kalex)         | Jorge Martín (Kalex)              | Remy Gardner (Kalex)               | Xavi Vierge (Kalex)                 | Héctor Garzó (Kalex)                |
| 6       | 2020 | Valencia  | MotoGP   | Joan Mir (Suzuki)               | Álex Rins (Suzuki)                | Pol Espargaró (KTM)                | Pol Espargaró (KTM)                 | Brad Binder (KTM)                   |

## Verweise